# معجون فول الصويا الأصفر

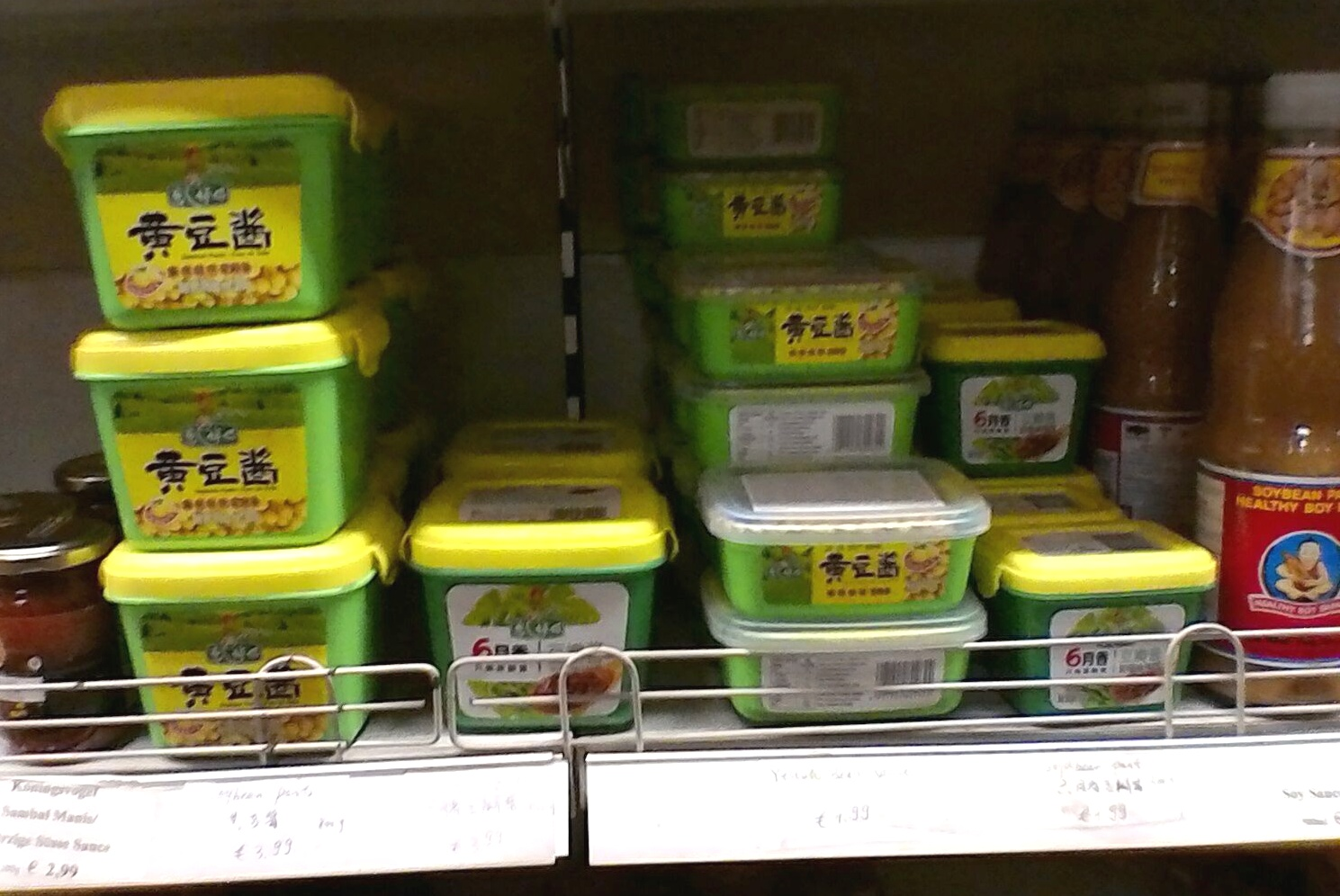
(هوانغ جيانغ-黄酱) والتي تعني "صلصة صفراء"، موضعه على رف السوبر ماركت.

 معجون فول الصويا الأصفر أو صلصة فول الصويا (بالإنجليزية: Yellow soybean paste)‏ هو معجون الفول المخمر مصنوع من فول الصويا الأصفر والملح والماء. يتم إنتاج معجون فول الصويا الأصفر في الصين ويُستخدم بشكل أساسي في مطبخ بكين [الإنجليزية] ومطابخ أخرى في شمال الصين.

## علم أصل الكلمة
في اللغة الصينية، الاسم الكامل للتوابل هو هوانغدو جيانغ (黃豆醬)، ولكن يشار إليه عادة باسم هوانغ جيانغ فقط "بالمعجون الأصفر".

## الوصف
على الرغم من أنه مصنوع من فول الصويا الأصفر، فإن العجينة نفسها ليست صفراء إلى حد كبير ولكنها ذات لون بني فاتح إلى غامق أو حتى أسود. يُستعمل دقيق القمح على الرغم من عدم استخدامه سابقًا، إلأا إنه يستخدم غالبًا كمكون إضافي في العصر الحديث، كما يمكن استخدام سوربات البوتاسيوم كمواد حافظة.

## الإستخدامات
يتم استخدام معجون فول الصويا الأصفر بشكل خاص في طبق المعكرونة المسمى جاجيانغميان (وهو عبارة عن معكرونة الصلصة المقلية)، حيث يتم قلي معجون فول الصويا الأصفر مع لحم الخنزير المفروم، ثم يُسكب فوق المعكرونة السميكة المصنوعة من دقيق القمح. اما في خارج بكين عصمة الصين فغالبًا ما يتم خلط صلصة الفاصوليا الحلوة [الإنجليزية] أو صلصة هويسين (hoisin sauce) والتي هي واحدة من أصناف الفاصوليا الحلوة مع التوابل أو استخدامها بدلاً منها، مما يعطي الطبق طعمًا أكثر حلاوة.

## التوفر
معجون فول الصويا الأصفر متوفر على نطاق واسع في الصين، وكذلك فيمتاجر البقالة الصينية [الإنجليزية] في الخارج، ويأتي في عبوات بلاستيكية، أو في زجاجات أو علب.

## أصناف أخرى
في السنوات الأخيرة، تم تطوير شكل جديد من معجون فول الصويا الأصفر، يسمى "معجون فول الصويا الأصفر الجاف" (干黄酱، بينيين: gān huángjiàng) أو(干酱، بينيين: gān jiàng)، وهو متاح على نطاق واسع في عبوات بلاستيكية. قوامها أكثر جفافًا من معجون فول الصويا الأصفر العادي (بسبب محتواها المائي المنخفض)، مما يسمح بنقلها وحفظها بسهولة. يتم استخدام معجون فول الصويا الأصفر الجاف بنفس طريقة استخدام معجون فول الصويا الأصفر العادي، ولكن عند استخدام الشكل الجاف، يضاف الماء أولاً لتخفيفه، ثم يضاف إلى الطبق؛ وإلا إذا إضيف مباشرة إلى الطبق، فينبغي تعديل كمية الماء المضافة إلى الطبق وفقًا لذلك.
في المطبخ التايلاندي يُعتبر معجون فول الصويا الأصفر، والذي يتم خلطه في كثير من الأحيان مع الفلفل الحار، من الأطعمة الشعبية أيضًا.

## العملية الفنية
هناك أنواع مختلفة من صلصة فول الصويا، أي الحالة السائلة ذات الملوحة العالية، والحالة الصلبة مع ملوحة منخفضة، والتخمر من مزيج من السائل والصلب وفقا لعملية صنعها والتخمير في درجة حرارة عالية، والتخمير في درجة الحرارة المتوسطة والتخمير في درجة الحرارة المنخفضة وفقا لدرجة حرارة الصلصة التخمر.